# Mooka
Mooka (真岡市, Mooka-shi), també romanitzat com a Moka o Mōka, és una ciutat i municipi de la prefectura de Tochigi, a la regió de Kanto, Japó. La ciutat és coneguda per la seua producció agrícola de fraules, que ha arribat a la quantitat de 7.000 tones anuals. Mooka també és un centre industrial amb les factories de Nissan i Honda als municipis veïns, així com una ciutat dormitori d'Utsunomiya, la capital prefectural.

## Geografia
El municipi de Mooka està situat al sud-est de la prefectura de Tochigi. La ciutat es troba a una distància aproximada de 100 quilòmetres al nord de Tòquio i només a 15 quilòmetres d'Utsunomiya, la capital prefectural. El terme municipal de Mooka limita amb els d'Utsunomiya, Haga i Ichikai al nord; amb Mashiko a l'est; amb Kaminokawa, Shimotsuke i Oyama a l'oest i amb Chikusei i Sakuragawa, ambdós pertanyents a la prefectura d'Ibaraki, al sud.

### Clima
La ciutat de Mooka té un clima continental humid, caracteritzat per estius càlids i hiverns freds amb fortes nevades. La temperatura mitjana anual a Mooka és de 13,8 graus, mentres que les precipitacions anuals de mitjana són de 1.361 mil·límetres, sent el setembre el mes més humid. A la mitjana, el mes més càlid és l'agost, amb una temperatura mitjana de 25,9 graus; mentres que el gener és el més fred, amb una mitjana de 2,4 graus.

## Història
Des del període Nara fins a l'era Meiji, l'àrea on actualment es troba el municipi de Mooka va pertànyer a la província de Shimotsuke. Cap a la fi del període Tokugawa, Ōkubo Tadazane, dàimio del feu d'Odawara va intentar desenvolupar extensions de terra a l'àrea on ara es troba Mooka amb ajuda de Ninomiya Sontoku. L'1 d'abril de 1889, amb l'establiment del nou sistema de municipis es creà la vila de Mooka, pertanyent al districte de Tsuga. Més tard, la vila de Mooka s'annexionaria els pobles de Yamazeki, Ouchi i Naka el 31 de març de 1954. La vila va esdevindre ciutat l'1 d'octubre de 1954. El 23 de març de 2009, la vila de Ninomiya, pertanyent al districte de Haga, va ser absorbida per Mooka.

## Política i govern

### Alcaldes
En aquesta taula només es reflecteixen els alcaldes democràtics, és a dir, des de l'any 1947. En el cas concret de Mooka, la llista comença el 1954, quan es fundà la ciutat.
| Alcalde             | Inici del mandat | Fi del mandat | Partit | Partit |
| Kōsaku Kikuchi      | 1954             | 1962          |        | Ind    |
| Junzō Iwasaki       | 1962             | 1977          |        | PLD    |
| Sei Nakazato        | 1977             | 1981          |        | Ind    |
| Tsunesaburō Kikuchi | 1981             | 2001          |        | Ind    |
| Taketoshi Fukuda    | 2001             | 2009          |        | Ind    |
| Ryūichi Ida         | 2009             | 2017          |        | Ind    |
| Shinichi Ishizaka   | 2017             | -             |        | PLD    |

## Demografia
| 1920   | 1930   | 1940   | 1950   | 1960   | 1970   | 1980   |
| ------ | ------ | ------ | ------ | ------ | ------ | ------ |
| 40.755 | 45.338 | 47.533 | 62.184 | 58.213 | 57.035 | 69.967 |
| 1990   | 2000   | 2010   | 2020   | 2030   | 2040   | 2050   |
| 79.228 | 81.530 | 82.279 | 78.809 | -      | -      | -      |

## Transport

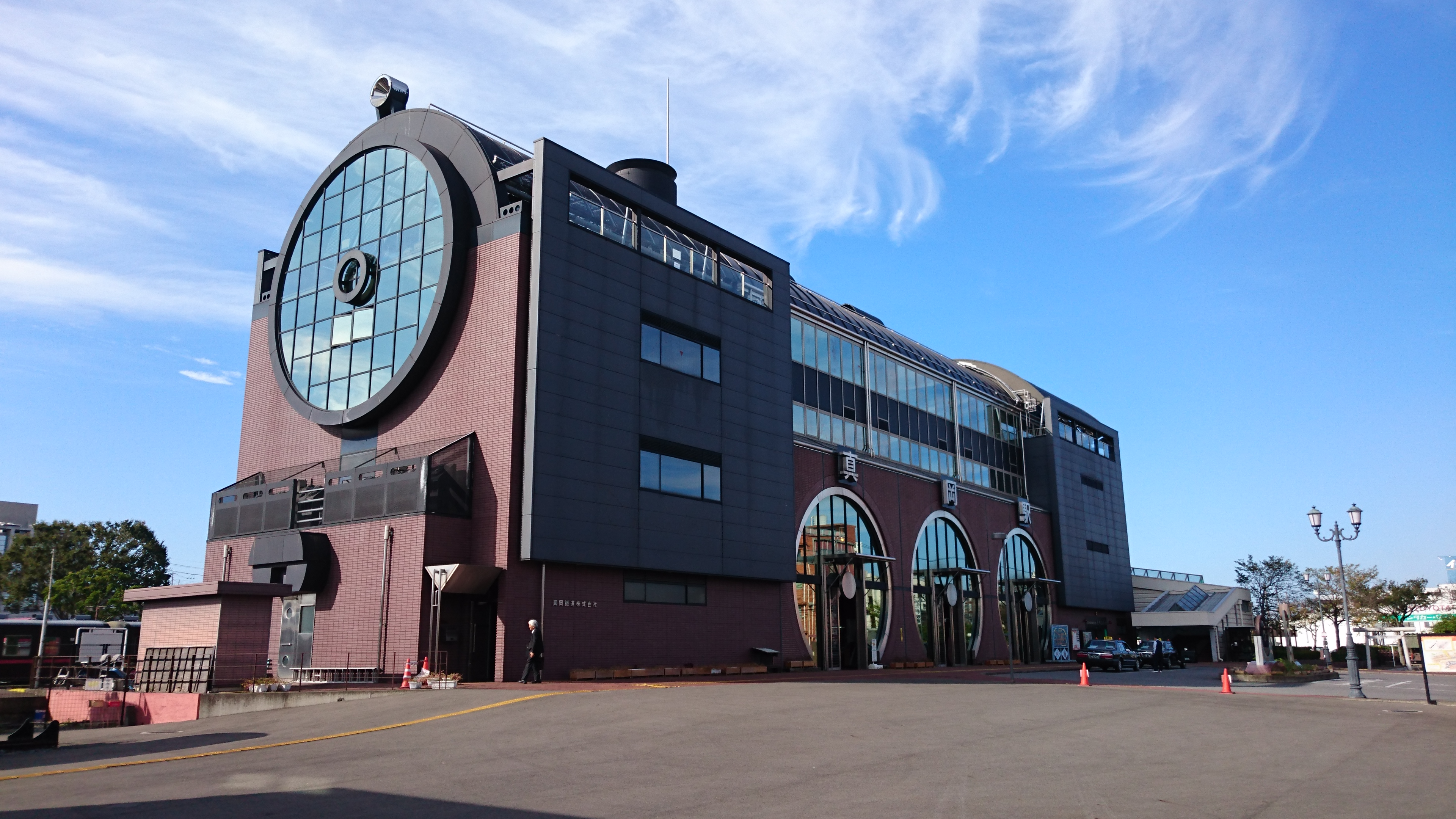
Estació de Môka

### Ferrocarril
- Ferrocarril de Mōka
  - Kugeta - Terauchi - Mōka - Kitamōka - Nishidai - Kitayama

### Carretera
- Autopista del Nord de Kantō (Kita-Kantō)
- Nacional 121 - Nacional 292 - Nacional 408

## Agermanaments
- Touliu, comtat de Yunlin, república de la Xina.
- Glendora, Califòrnia, EUA.[11][12]